# Anna Zonová
Anna Zonová, född 24 april 1962 i Nižný Komárnik, är en tjeckisk författare.

## Biografi
Zonová föddes i Nižný Komárnik i Prešovregionen i nuvarande Slovakien. Mellan 1981 och 1985 studerade hon till civilingenjör vid tekniska universitetet i Brno. Hon debuterade vid 40 års ålder med novellsamlingen Červené botičky (Röda skor). Vid sidan av författarkarriären arbetar hon med konstutställningar och har även varit konstkritiker för tidningar som Literární noviny.
2009 publicerade Bokförlaget Tranan en svensk översättning av novellen En pistasch, tack! som en del av antologin Tjeckien berättar: I sammetens spår.